# Naor Sharon
Naor Sharon (in ebraico נאור שרון‎?; Ramat Gan, 10 marzo 1995) è un cestista israeliano con cittadinanza francese.